# Mount & Blade II: Bannerlord
Mount & Blade II: Bannerlord er et acton- og rollevideospil, udviklet af TaleWorlds Entertainment. Det er en forløber til Mount & Blade: Warband. Bannerlord finder sted 210 år før sin forgænger, hvor verdenens atmosfære er inspireret af folkevandringstiden.
Det blev udgivet d. 30 marts 2020 som tidlig adgang, hvor spillet ikke er helt færdigudviklet, men hvor spillere stadig kan spille det. Den fulde version af spillet blev udgivet d.25 oktober 2022 til computer PlayStation 4, PlayStation 5, Xbox One og Xbox Series X/S. Bannerlord blev annonceret i 2012, og i 2016 blev der oprettet en side til spillet på Steam.
Da spillet blev udgivet, blev det hurtigt det mest spillede nyudgivne spil i 2020 på steam, hvor over 170.000 spillede det på samme tid.